# 이왜전
이왜전(李娃傳)은 백행간(白行簡) 작의 연애소설이다. 작자는 백거이(白居易)의 아우이다.
당대 제일의 명기(名妓) 이왜(李娃)는 자기에 향한 사랑 때문에 과거에 낙방하고, 만가(挽歌)쟁이에서 거지로까지 전락한 사나이와 재회한다. 그녀는 모든 것을 바쳐 사나이를 재생시켜 고관으로 출세시킨다.  집안 체면 때문에 아들을 내쫓은 아버지까지도 마음을 돌리지 않으면 안 되는 이 사랑의 힘은, 발흥하고 있는 서민(庶民)의 힘찬 숨결을 보여주고 있으며 이는 당대(唐代) 인사(人士)의 이상형(理想形)의 결정(結晶)이다.